# Rue Wappers
 (signalé en août 2025).
Si vous disposez d'ouvrages ou d'articles de référence ou si vous connaissez des sites web de qualité traitant du thème abordé ici, merci de compléter l'article en donnant les références utiles à sa vérifiabilité et en les liant à la section « Notes et références ».
- Archive Wikiwix
- Bing
- Cairn
- DuckDuckGo
- E. Universalis
- Gallica
- Google
- G. Books
- G. News
- G. Scholar
- Persée
- Qwant
- (zh) Baidu
- (ru) Yandex
- (wd) trouver des œuvres sur Wikidata

Pour les articles homonymes, voir Wappers.
La rue Wappers (en néerlandais: Wappersstraat) est une rue bruxelloise de la commune de Bruxelles-ville qui va de la rue Hobbema à la place Wappers.
La numérotation des habitations va de 1 à 19 pour le côté impair et de 2 à 24 pour le côté pair.
La rue porte le nom d'un peintre belge, Égide Gustave Wappers, né à Anvers le 23 août 1803 et décédé à Paris le 6 décembre 1874.